# Spirostreptus chirographus
Spirostreptus chirographus är en mångfotingart som beskrevs av Karsch 1881. Spirostreptus chirographus ingår i släktet Spirostreptus och familjen Spirostreptidae. Inga underarter finns listade i Catalogue of Life.